# 卡佩伦
卡佩伦（德语、法语：Capellen）位于卢森堡西南部，卢森堡城以西12公里，是市镇马默的一个镇。尽管没有以它命名的市镇，但卡佩伦却命名了卡佩伦县，并且它是卢森堡唯一一个有以其命名的县却没有以其命名的市镇的镇。
卡佩伦是北约维护与供给局 （NATO Maintenance and Supply Agency，NAMSA）的所在地，目前该局已改组为北约支援与采购局（NATO Support and Procurement Agency，NSPA），它将作为北约机构的总部。该地点占据了城镇位于N6公路以南的部分的一大块。卡佩伦火车站位于NAMSA综合建筑群以西，位于卢森堡铁路50号线上。
该镇是大公国警察六个地区总部之一的所在地。2007年6月21日，该镇开设了一个博物馆，专门收集国内外的警察制服和配饰。

## 经济
卡佩伦迄今为止最大的雇主是NSPA（前NAMSA），拥有约1000名员工。卡佩伦亦有超过30家规模较小的公司，涵盖金融和技术服务、制药、工程、食品和保险等多个领域，提供约1200个工作岗位。

## 画廊

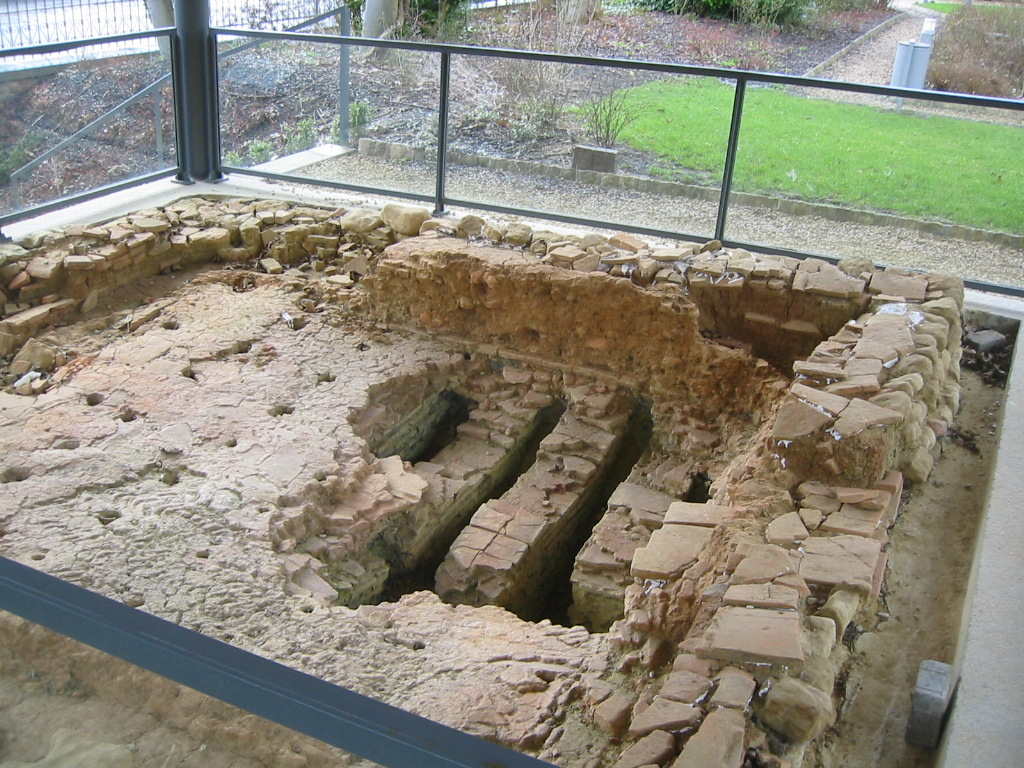
Maison Risch公园内的罗马砖窑
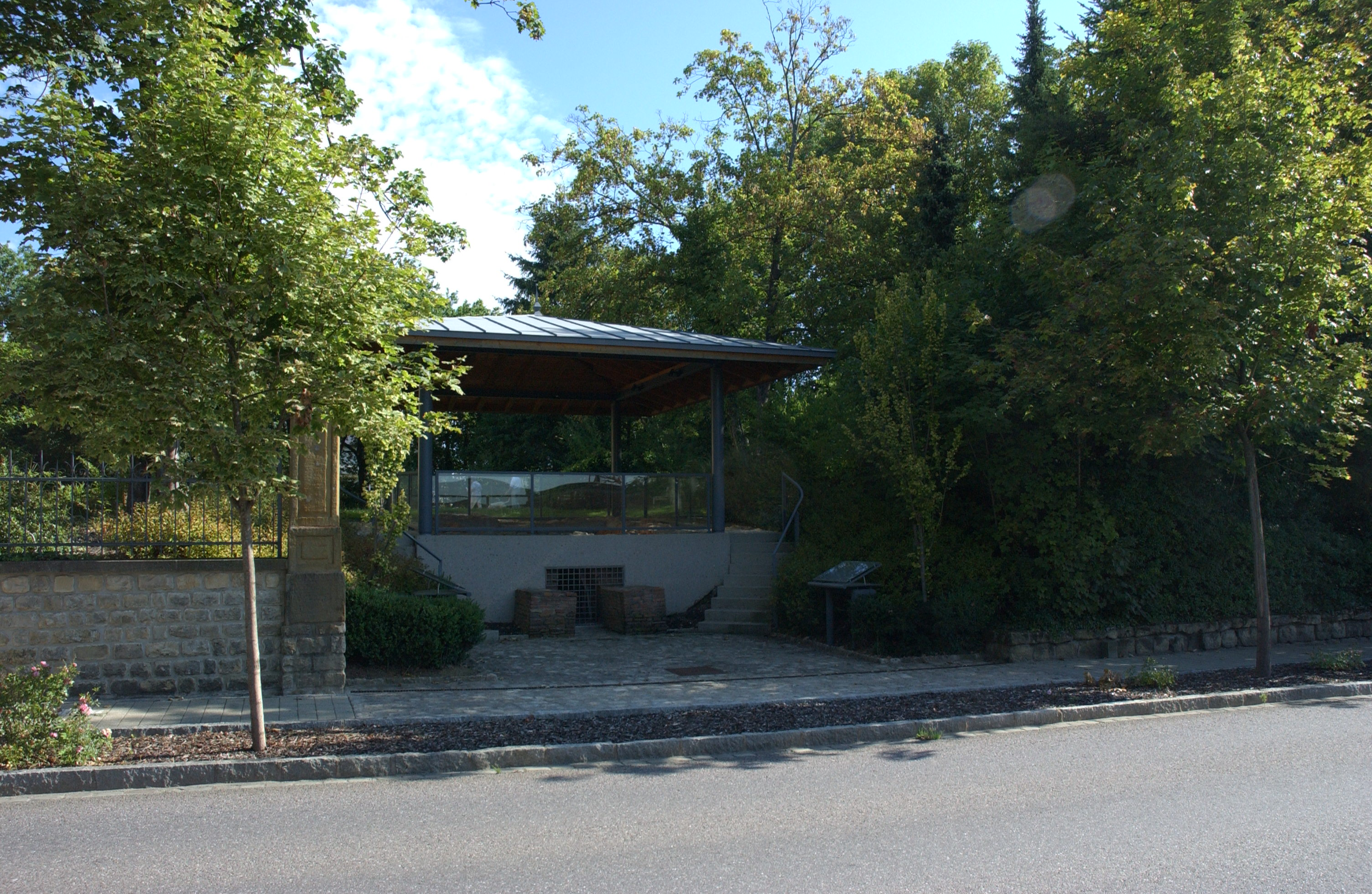
罗马砖窑
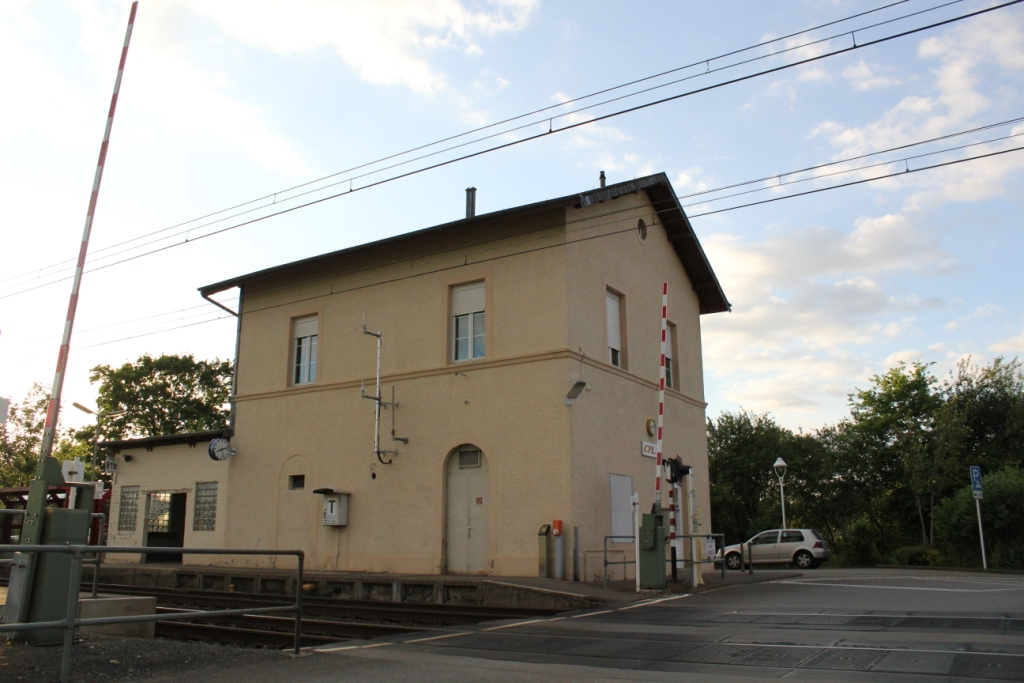
火车站
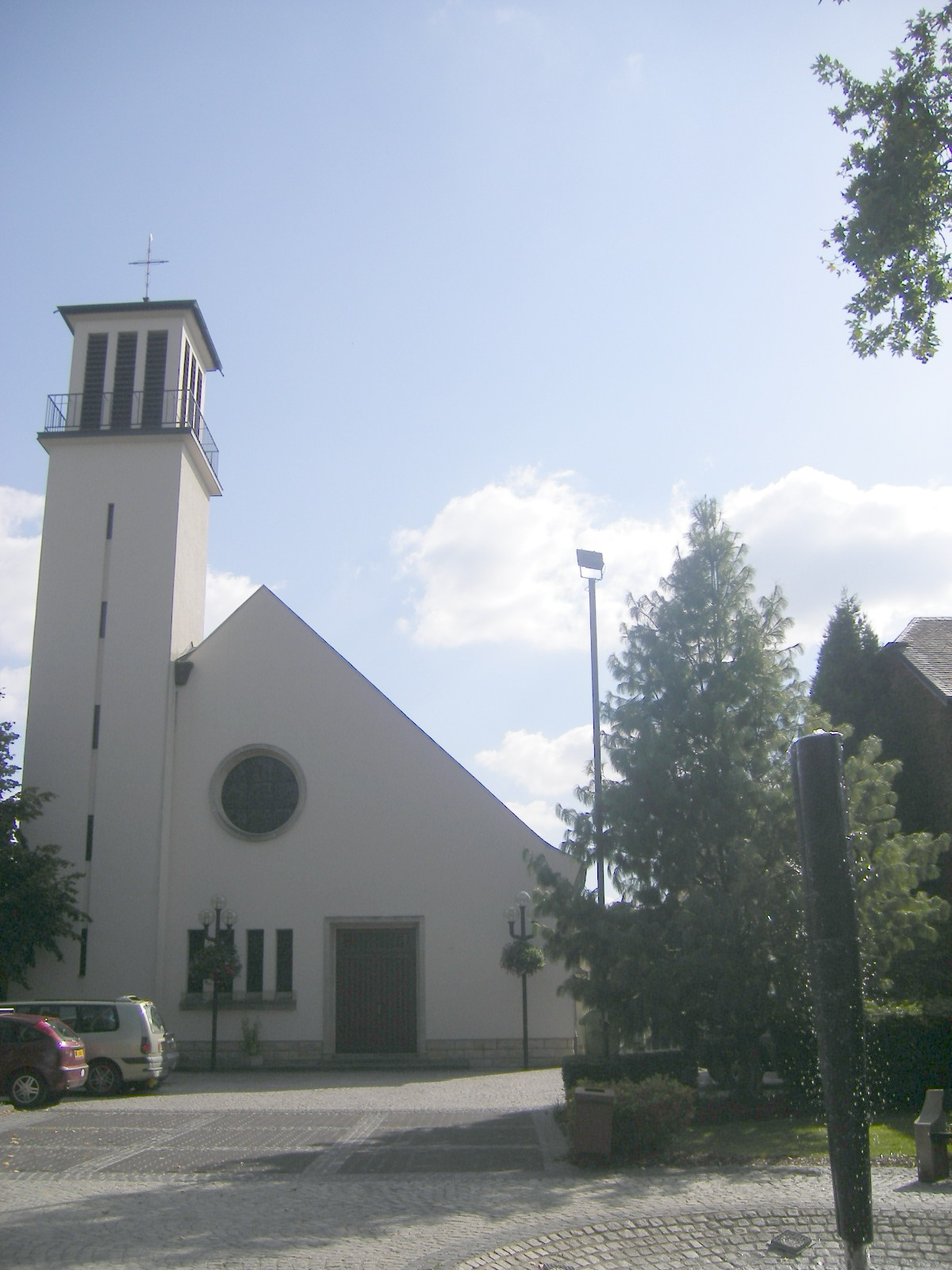
圣母玛利亚教堂

## 著名人物
- 保罗·法伯（Paul Faber），1888年生于卡佩伦：人权倡导者，海牙常设仲裁法院成员。 [3]
- 阿尔贝特·斯特芬（Albert Steffen，1884年 - 1962年）：卢森堡历史学家和法院书记员。[4]
- 格扎·韦特海姆（Géza Wertheim，1910年生于卡佩伦，去世日期不详）：网球运动员和雪车手。
- 尼古拉斯·施托费尔（Nicolas Stoffel，1900年 – 1988年），Ligue HMC（1963）的创始人，该协会致力于将智障人士融入社会。

## 脚注
1. ↑  Jorge Benitez, "Details of NATO's new agency structure" （页面存档备份，存于）, NATO Source, 9 June 2011. Retrieved 10 June 2011.
2. ↑  Information from Business Guide Luxembourg （页面存档备份，存于） on 14 November 2007
3. ↑  Yearbook of the European Convention on Human Rights Vol 3 1960, p. 105, Council of Europe, 1962
4. ↑  Rue Albert Steffen from Ons Stad n° 12, 1983 （页面存档备份，存于）. Retrieved 13 November 2007